# Składy

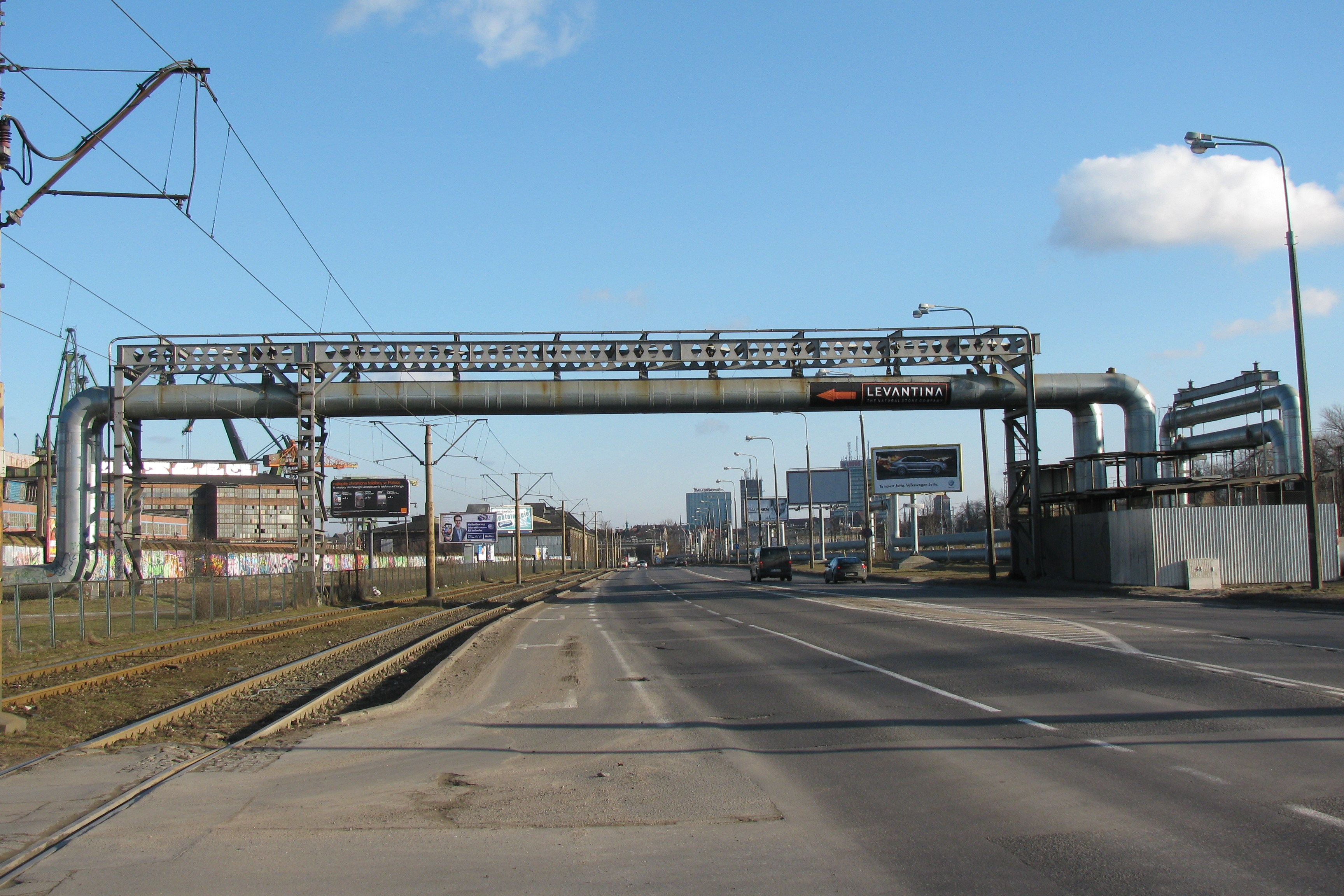
Ul. Jana z Kolna, widok w kierunku centrum

Składy (dawna nazwa: Legan, kaszb. Légon, niem. Legan) – część gdańskiej dzielnicy Młyniska, położona nad Martwą Wisłą. Została przyłączona do Gdańska w 1877.
W istniejącej tu, do końca II wojny światowej, Gdańskiej Fabryce Wagonów zbudowano między innymi tramwaje typu Bergmann. Obszar Składów to obecnie tereny stoczniowe, przemysłowe i składowe. Na jej terenie zlokalizowana jest Stocznia Północna.

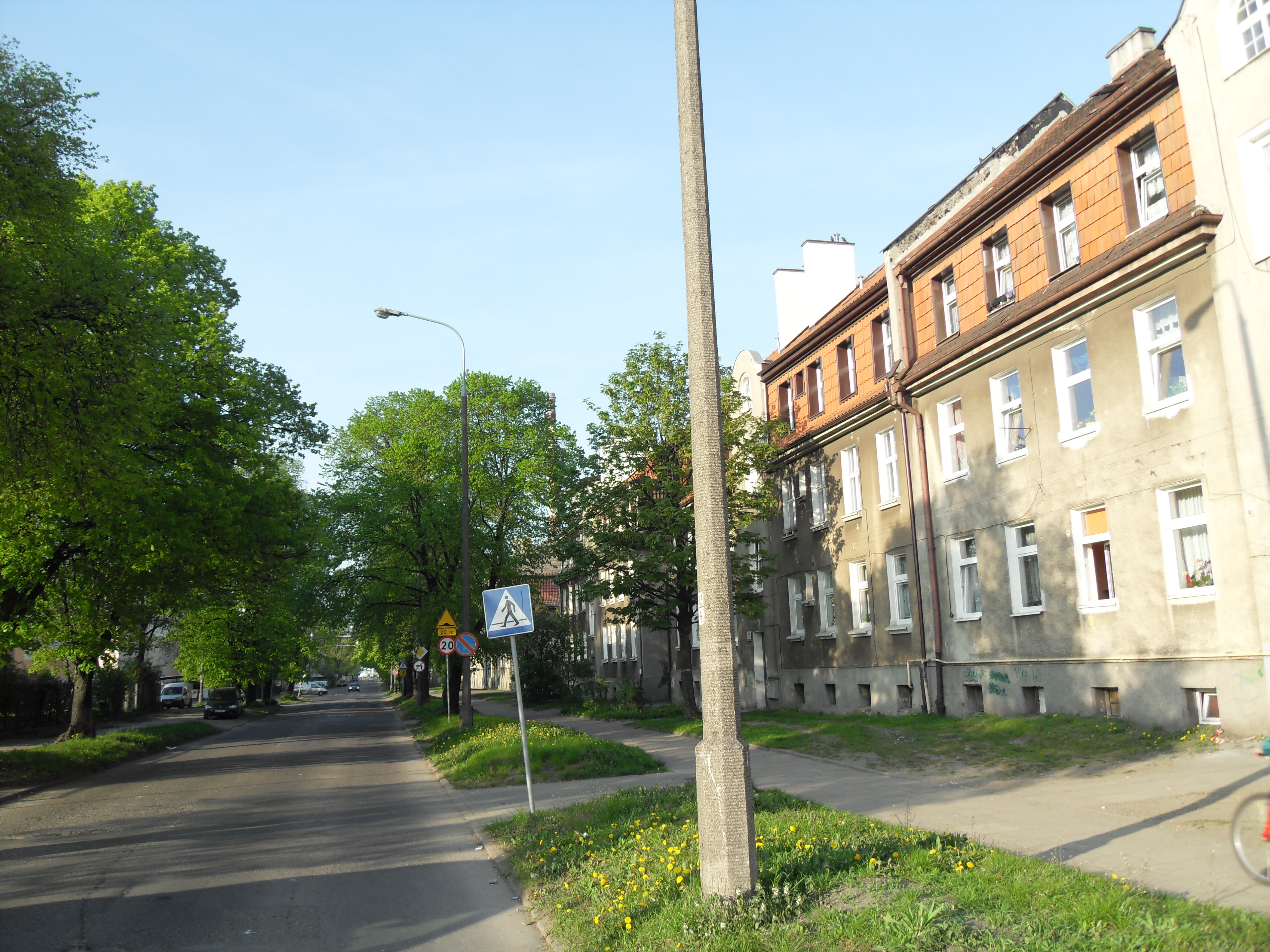
Składy, ul. Twarda

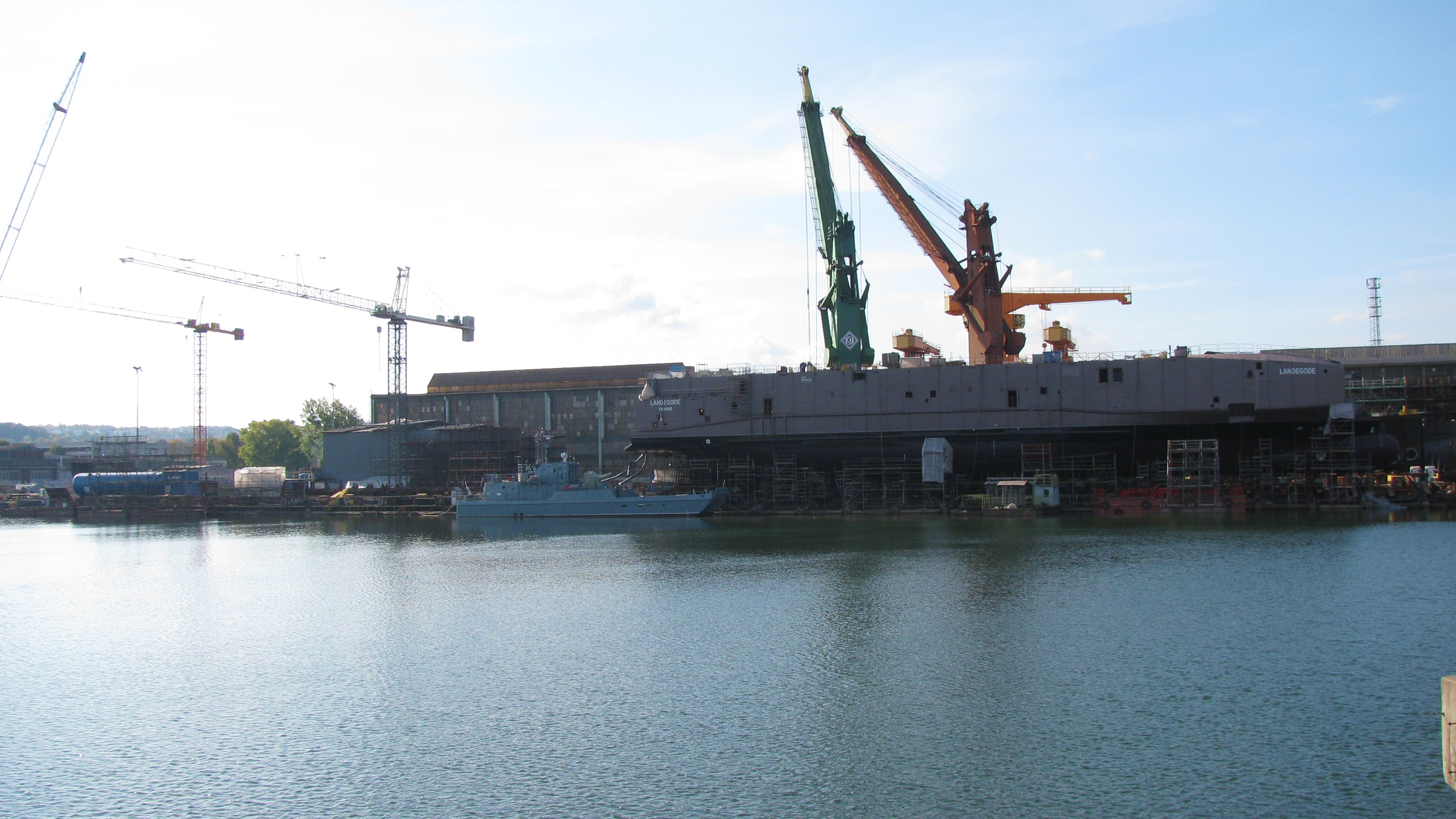
Stocznia Północna i Martwa Wisła

## Transport i komunikacja
Zachodnim krańcem dzielnicy przebiega trasa łącząca centrum miasta z Nowym Portem (ciąg ulic Jana z Kolna, Marynarki Polskiej i Węzeł Kliniczna). Na zachodzie Składów znajduje się nieobsługiwana obecnie pętla tramwajowa. Połączenie z centrum miasta i innymi dzielnicami umożliwiają tramwaje komunikacji miejskiej (linie nr 7, 8 i 10).

## Obiekty
- Polonia Gdańsk (dawny Stoczniowiec) - boisko sekcji piłki nożnej mężczyzn.